# Cypress Hill (álbum)
Cypress Hill es el álbum debut del grupo de mismo nombre, lanzado en agosto de 1991. Fue doble platino.
El sonido y estilo fue enormemente influyente, particularmente en canciones como "How I Could Just Kill a Man" y "The Phuncky Feel One" que tuvieron un puesto nº77 en la lista Billboard Hot 100 y el puesto n.º 1 en la lista Hot Rap Tracks y "Hand On The Pump" teniendo lugares nº83 y n.º 2 sucesivamente en las listas.
Vendió dos millones de copias solamente en Estados Unidos.

## Lista de canciones
1. "Pigs" (Freeze, Muggerud) - 2:51
2. "How I Could Just Kill a Man" (Freeze, Muggerud, Reyes) - 4:08
3. "Hand on the Pump" (Bouldin, Freeze, Muggerud) - 4:03
4. "Hole in the Head" (Freeze, Muggerud) - 3:33
5. "Ultraviolet Dreams" (Muggerud) - :41
6. "Light Another" (Freeze, Muggerud) - 3:17
7. "The Phuncky Feel One" (Freeze, Muggerud, Reyes) - 3:28
8. "Break It Up" (Muggerud) - 1:07
9. "Real Estate" (Freeze, Muggerud, Reyes) - 3:45
10. "Stoned Is the Way of the Walk" (Freeze, Muggerud) - 2:46
11. "Psycobetabuckdown" (Freeze, Muggerud) - 2:59
12. "Something for the Blunted" (Muggerud) - 1:15
13. "Latin Lingo" (Freese, Muggerud, Reyes) - 3:58
14. "The Funky Cypress Hill Shit" (Freeze, Muggerud) - 4:01
15. "Tres Equis" (Muggerud, Reyes) - 1:54
16. "Born to Get Busy" (Muggerud, Reyes) - 3:00

## Posiciones en lista
Álbum - Billboard (Norteamérica)
| Año  | Lista                  | Posición |
| ---- | ---------------------- | -------- |
| 1991 | Heatseekers            | 5        |
| 1991 | Top R&B/Hip-Hop Albums | 4        |
| 1992 | Billboard 200          | 31       |

- Datos: Q549277